# Uhrenständer

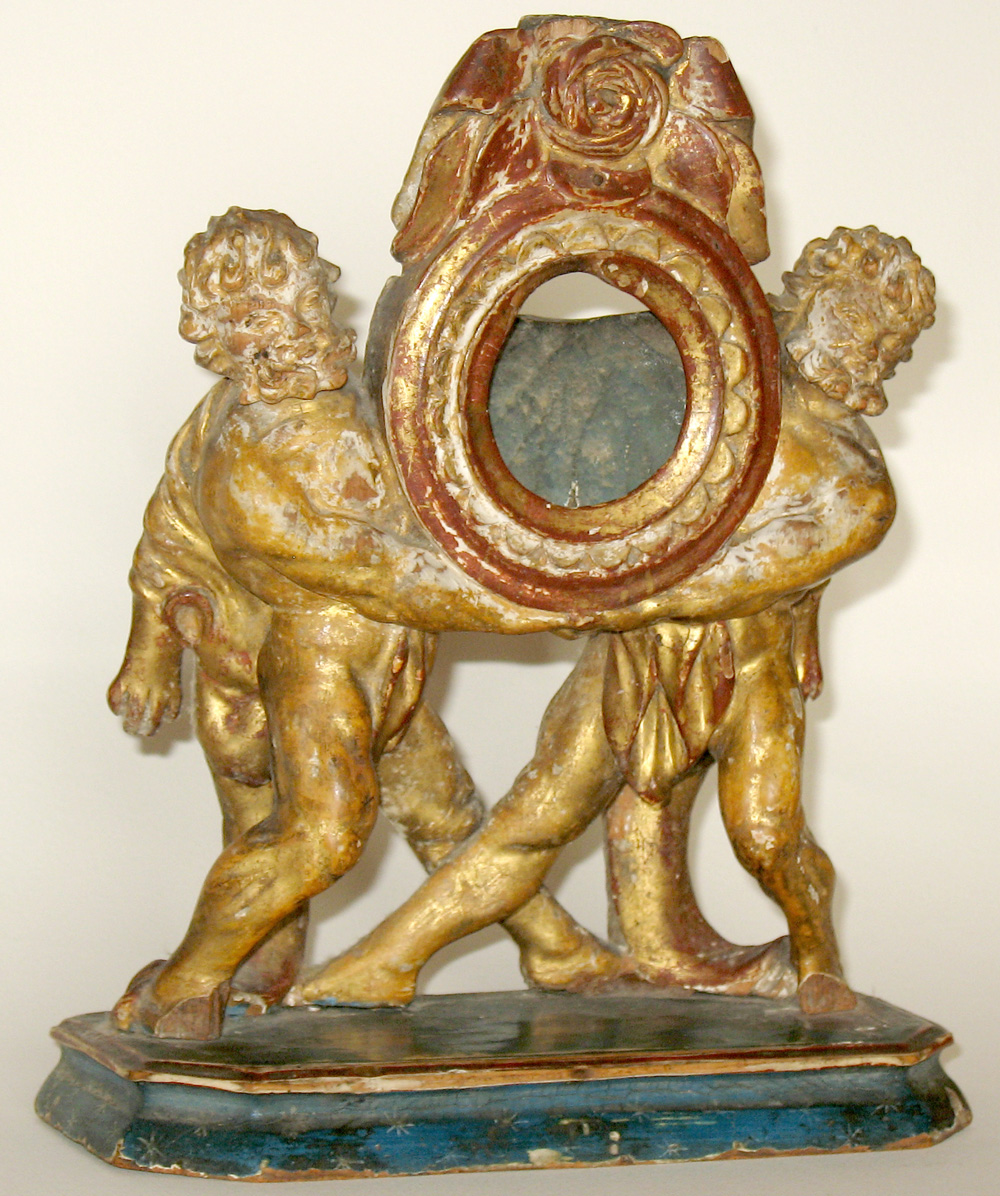
Uhrenständer aus dem späten 18. Jahrhundert aus Zirbelholz in Gröden geschnitzt

Ein Uhrenständer (auch Portemontres oder Chronos) dient der sichtbaren Aufbewahrung von Uhren. Historische Uhrenständer waren verzierte Dekorationsgegenstände, die zur Aufbewahrung von Taschenuhren in Privathaushalten verwendet wurden. Einfach gestaltete Uhrenständer als Sonderform des Warenständers finden sich heute auch zur Präsentation von Armbanduhren.
Uhrenständer zur Aufbewahrung von Taschenuhren wurden meistens so ausgeführt, dass die Taschenuhr bis auf das Zifferblatt im Uhrenständer verschwindet und sie nach Aufnahme der Taschenuhr wie Tischuhren erscheinen. Eine andere Ausführung sah vor, dass die Uhr außen am Uhrenständer aufgehängt wurde. Das Zentrum des Ständers war dabei immer der Uhr vorbehalten.

## Geschichte

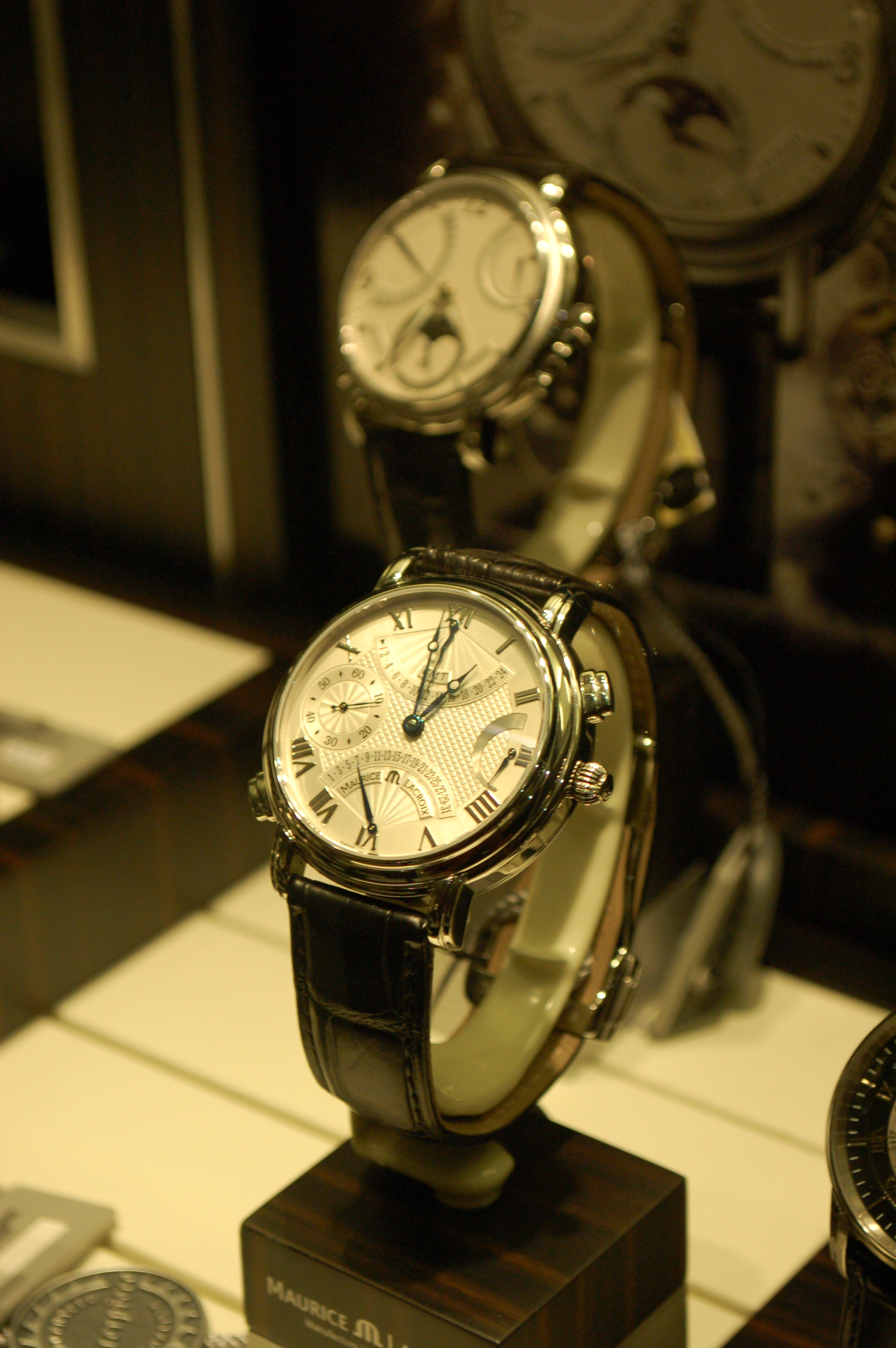
Uhrenständer zur Präsentation einer Armbanduhr

Die ersten Uhrenständer entstanden, nachdem Taschenuhren im 18. Jahrhundert in Serie hergestellt wurden und damit Einzug in bürgerliche Kreise nahmen. Die frühesten Uhrenständer wurden aus Fayence, Porzellan oder meistens aus Holz gefertigt. Die aus Holz gefertigten Exemplare sind in der Regel aus einem Stück geschnitzt und bemalt, lediglich der Sockel wurde separat angefertigt und an den Ständer angebracht. Die Motive der frühen Ständer sind vielfältig. Gängige Motive sind vor allem Landschaftsidyllen, Tiere wie Löwen und Adler und Motive aus der griechischen Mythologie. Häufig thematisieren sie auch die Zeit, ein beliebtes Motiv ist der Zeitgott Chronos, der mit Insignien wie Sanduhr, Stundenbuch, Sense oder Totenschädel auf die Flüchtigkeit der Zeit verweist.
In der Zeit des Klassizismus und des Biedermeier wurden die Formen strenger. Es entstanden Uhrenständer in Form von Miniaturstanduhren, Miniaturmöbeln oder einfachen Gehäusen mit Intarsien aus Zinn, Schildpatt oder Elfenbein. Als neue Materialien kamen Bronze, Blech und Berliner Eisen zur Verwendung, die sich zur maschinellen Anfertigung der Ständer eigneten. Einige maschinell angefertigte Uhrenständer wurden auf den Weltausstellungen des 19. Jahrhunderts gezeigt und erlangten durch ihre Bekanntheit und ihren niedrigen Preis eine weite Verbreitung.
Die Entwicklung der Armbanduhr im 20. Jahrhundert ließ die Nachfrage nach Taschenuhren und damit der nach Uhrenständern rapide sinken. Heute finden sie nur noch Verwendung zur Auslage von Taschen- oder Armbanduhren in Verkaufsräumen oder Schaufenstern.